# Annette Benson
Annette Benson (wym. [əˈnɛt ˈbɛnsən], właśc. Kathleen Willoughby Baldrey; ur. w 1897 w St Albans, zm. 27 stycznia 1979 w Torquay) – brytyjska aktorka filmowa i teatralna. 

## Życiorys
Na dużym ekranie występowała w okresie kina niemego. Grała zarówno w brytyjskich, jak i francuskich oraz niemieckich produkcjach. Znana między innymi z kreacji w dramacie Confetti (reż. Graham Cutts) u boku Jacka Buchanana, francuskim dramacie The Cradle of God (1926, reż. Fred LeRoy Granville) i brytyjskim melodramacie Na równi pochyłej (1927, reż. Alfred Hitchcock) z Ivorem Novello. Za jej najbardziej rozpoznawalną rolę uchodzi kreacja Mae Feather w brytyjskim dramacie Spadające gwiazdy (1928, reż. Anthony Asquith, A.V. Bramble).
W 1930 Benson występowała jako Rosie Walsh w sztuce Dishonored Lady autorstwa Edwarda Sheldona i Margaret Ayer Barnes.

## Filmografia
Opracowano na podstawie materiału źródłowego:

- 1921: Love at the Wheel – Helen Warwick
- 1921: The Temporary Lady – Mary Lamb
- 1921: Squibs – Ivy Hopkins
- 1922: Three Live Ghosts – pani Woofers
- 1922: The Man from Home – Faustina Ribière
- 1922: The Nonentity – Beryl Danvers
- 1922: Squibs Wins the Calcutta Sweep – Ivy Hopkins
- 1923: Afterglow – Myra Massingham
- 1923: The Harbour Lights – Lina Nelson
- 1924: The Money Habit – Diana Hastings
- 1924: Lovers in Araby – Nadine Melville
- 1925: A Daughter of Israel – Guitele
- 1925: Cock of the Roost – Olga, córka burmistrza
- 1925: Before the Battle – Alice de Corlaix
- 1926: The Cradle of God – Ruth
- 1927: Na równi pochyłej – Mabel, kelnerka i sprzedawczyni w Ye Olde Bunne Shoppe
- 1927: Confetti – Dolores
- 1928: Madonna of the Sleeping Cars
- 1928: The Inseparables – Adrienne
- 1928: Change of Heart – Griselda Turner
- 1928: Spadające gwiazdy – Mae Feather
- 1928: A South Sea Bubble – Lydia la Rue
- 1928: The Ringer – Cora Ann Milton
- 1928: Weekend Wives – Helene Monard
- 1928: Sir or Madam – dama Day
- 1931: Deadlock – Madeleine d’Arblay

## Uwagi

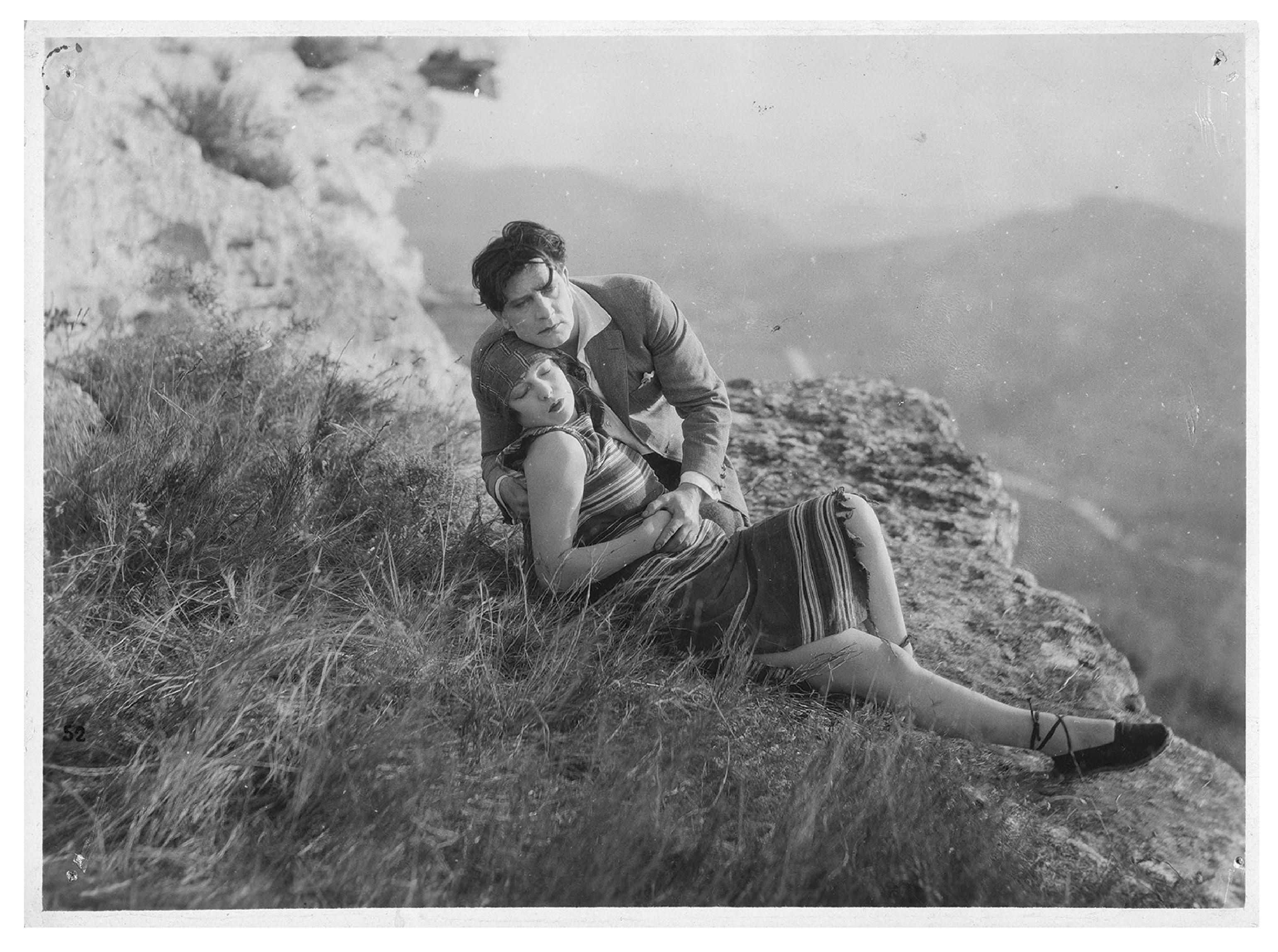
Léon Mathot i Annette Benson w filmie The Cradle of God (1926)